# Lusikkaniemi
Lusikkaniemi est une péninsule du lac Aulangonjärvi située dans le quartier de Sairio à Hämeenlinna en Finlande. 

## Présentation
Située dans la réserve naturelle d'Aulanko, la péninsule Lusikkaniemi a un ponton de baignade publique accessible par le sentier de 5,8 km de long qui fait le tour du lac Aulangonjärvi.